# 李繩光
李繩光（？—？），浙江钱塘人，清朝政治人物。
道光三年(1823年)，擔任廣東廣州府永安縣知縣（現紫金縣知縣）。后由任培接任。